# Калачево (Богданихское сельское поселение)
 Калачево — деревня в Ивановском районе Ивановской области. Входит в состав Богданихского сельского поселения.

## География
Находится в центральной части Ивановской области на расстоянии приблизительно 10 км на юго-восток по прямой от вокзала станции Иваново.

## История
В 1859 году здесь (тогда деревня Шуйского уезда Владимирской губернии) было учтено 19 дворов, в 1902 — 23.

## Население
Постоянное население составляло 85 человек (1859 год), 102 (1902), 43 в 2002 году (русские 100 %), 52 в 2010.